# André Kostelanetz
André Kostelanetz, född den 22 december 1901 i Sankt Petersburg, Ryssland, död den 13 januari 1980 på Haiti, var en rysk-amerikansk dirigent och arrangör.

## Biografi
Kostelanetz kom från en prominent judisk familj. Han far var aktiv i aktimarknaden i Sankt Petersburg och hans morfar var en framgångsrik affärsman inom virkesbranschen.
Kostelanetz emigrerade 1922, efter den ryska revolutionen, till USA, där han slog igenom med arrangemang av klassiska verk, som han kortade ner och populariserade. Han dirigerade orkestrar för radion och på 1930-talet hade han varje vecka ett eget program hos CBS. I många år dirigerade han också New York Philharmonic i populärkonserter och inspelningar.
Redan 1950 hade hans inspelningar sålt i mer än 20 miljoner exemplar och totalt till idag beräknas försäljningen till över 50 miljoner exemplar.